# Nespelem Community
Nespelem Community – jednostka osadnicza w Stanach Zjednoczonych, w stanie Waszyngton, w hrabstwie Okanogan.